# Richard Anthony

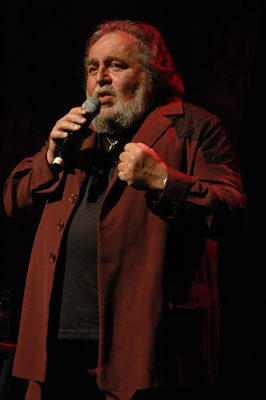
Richard Anthony

Richard Anthony (Caïro, 13 januari 1938 – Pégomas, 20 april 2015) was een Franse zanger. Zijn echte naam was Richard Btesh.
Anthony was een artiest die sinds de late jaren vijftig van de twintigste eeuw de Amerikaanse en Britse rock populariseerde bij het Franse publiek, samen met Johnny Hallyday. Anthony deed dat door covers te maken van liedjes die elders al een groot succes waren geworden. Zijn adaptatie van 500 Miles (J'entends siffler le train) werd in de jaren 60 een verkoopsucces. Anthony scoorde ook een hit met Je me suis souvent demandé, de Franse versie van Ik heb me dikwijls afgevraagd van Bobbejaan Schoepen.
Hij werd soms de "zanger-piloot" genoemd, omdat hij een sportvliegtuigje bestuurde.

## Hits
- Nouvelle vague (1959) - Cover van The Coasters' Three cool cats
- Peggy Sue (1959) - Cover van Buddy Holly
- J'entends siffler le train (1962) - Cover van Hedy Wests 500 miles
- Tchin tchin (1963) - Cover van Johnny Cymbals Cheat cheat
- Donne moi ma chance (1963) - Cover van Babs Tino's Too late to worry
- A présent, tu peux t'en aller (1964) - Cover van Dusty Springfields I only want to be with you (1963)
- La corde au cou (1964) - Cover van The Beatles' I Should Have Known Better
- Toi l'ami (1964) - Cover van The Beatles' All My Loving
- Je me suis souvent demandé (1965) - Cover van Bobbejaan Schoepens Ik heb me dikwijls afgevraagd
- Tout peut s'arranger (1965) - Cover van The Beatles' We Can Work It Out
- Sunny (1966) - cover van Bobby Hebb
- La terre promise (1966) - cover van The Mamas and the Papas' California Dreamin'
- Rien pour faire une chanson (1966) - Cover van The Beatles' Run For Your Life
- Le sirop typhon (1968) - Cover van The Scaffolds Lily The Pink
- Amoureux de ma femme (1974) - Cover van Caterina Caselli's Nessuno mi può giudicare
- Chanson de dix sous (1975)
- De la musique républicaine (1976)
- Minuit (1982) - Cover van Barbra Streisands Memory
- Le rap pas innocent - Ronymix 98 (1998)

- Biblioteca Nacional de España: XX889712
- Bibliothèque nationale de France: cb124227526 (data)
- Gemeinsame Normdatei: 122760387
- International Standard Name Identifier: 0000 0001 1437 4810
- Library of Congress Control Number: no2005103774
- Nationale Bibliotheek van Letland: 000337450
- MusicBrainz: dc5531f9-e25d-4397-bb03-133f5f1d5ad9
- Istituto Centrale per il Catalogo Unico: DDSV013538
- SNAC: w6pg20w8
- Système universitaire de documentation: 159835763
- Virtual International Authority File: 8277003
- WorldCat: E39PBJtWYCG4PGr8CtKWWhx4bd